# Às Próprias Custas S.A.
Às Próprias Custas S.A. é um álbum ao vivo de Itamar Assumpção e Banda Isca de Polícia gravado em 1981. Foi gravado ao vivo na Sala Guiomar Novaes, em São Paulo, e é o segundo disco da parceria.
O show do qual a gravação foi feita teve sua data em 15 de novembro de 1982, dia das primeiras eleições diretas do Brasil desde o Golpe Civil-Militar de 1964. Referências a esse fato são feitas na terceira faixa, Vide Verso Meu Endereço.

## faixas[1]
1. Negra Melodia, de Jards Macalé e Waly Salomão
2. Você Está Sumindo Geraldo Pereira e Jorge de Castro
3. Vide Verso Meu Endereço, de Adoniran Barbosa
4. Fico Louco
5. Noite de Terror
6. Amanticida
7. Batuque
8. Peço Perdão
9. Que Barato
10. Denúncia dos Santos Silva Beleléu
11. Não Vou Ficar (faixa bônus presente apenas em 2010, no Box Caixa Preta, do Selo Sesc)